# Weber Almeida
Weber Almeida (Cuiabá, 1 de dezembro de 1987) é um lutador brasileiro profissional de MMA, atualmente no Bellator. Apelidado de "The Silverback", tem um cartel que conta com 7 vitórias e 1 derrota, notabilizando-se pela alta porcentagem de vitórias por nocaute.

## História
Natural de Cuiabá, Mato Grosso, Brasil, Weber começou nas artes marciais aos 6 anos, quando seu pai o matriculou em uma academia de caratê  em sua cidade natal.
Aos 11 anos, Weber pediu um carro de controle remoto de presente para seu pai, mas recebeu um teclado musical no lugar. Para não decepcionar seu pai, Weber começou a fazer parte do projeto "Flauta Mágica", na expectativa de aprender música e conseguir aproveitar o presente. Acabou se apaixonando pela música, por muito tempo, conciliando a carreira musical com o sonho de se tornar um lutador profissional.
Só aos 27 anos, Weber decidiu que dedicaria, de forma integral, seu tempo à carreira no MMA. Desde então, esteve em países como China e Inglaterra, antes de ser contratado pelo Bellator e se mudar para Los Angeles, cidade em que treina junto ao Machida Team, equipe do lutador Lyoto Machida.

## Carreira
Weber estreou no MMA em 2015, no Brutality MMA, em evento realizado em Cuiabá. Venceu sua primeira luta por nocaute no primeiro round sobre Bruno Senna. No mesmo ano, voltou ao ringue no Coliseum Radical Fight, vencendo José Carlos "Jacaré" por nocaute no segundo round.
Depois de um longo período sem lutar, Weber voltou a competir pelo Bellator, em 2019, com mais uma vitória, sobre Odan Ruiz, em nocaute no primeiro round.
Desde então, foram mais 5 lutas no Bellator, com 4 vitórias (3 nocautes e uma decisão dividida) e 1 derrota (decisão dividida).